# Gertraude Nath-Krüger
Gertraude Nath-Krüger (* 24. November 1933 in Stettin; † 27. Juli 2016 in Kiel-Schilksee) war eine deutsche Malerin und Grafikerin.

## Leben

### Werdegang
Gertraude Nath-Krüger studierte von 1952 bis 1956 an der Kieler Muthesius-Werkkunstschule Malerei bei Gottfried Brockmann, Fotografie bei Fritz Neuser († 1989) und sechs Semester Textildesign bei Lore Levsen-Waldmeier (* 1906).
Nachdem sie 1956 an der Hochschule der Bildenden Künste Berlin aufgenommen worden war, studierte sie drei Semester Naturstudien, Akt, Porträt und Formenlehre bei Hans Jaenisch und wurde danach drei Semester lang von Wolf Hoffmann, Friedrich Stabenau (1900–1980) (Lithografie) und Paul Dierkes (Bildhauerei) unterrichtet.
Bis 1961 hielt sie sich mehrmals zu längeren Studienaufenthalten in Paris auf. Danach nahm sie ihr Studium an der Berliner Hochschule wieder auf und wurde 1962 Meisterschülerin von Wolf Hoffmann. 1963 studierte sie zwei Semester Lichtgrafik bei Heinz Hajek-Halke.
Seit 1974 lebte sie Kiel.

### Künstlerisches Schaffen
Seit 1975 entstanden Bilder, die die Gefährdungen der Umwelt und des Menschen thematisierten und in denen sie die unterschiedlichsten Techniken miteinander kombinierte, unter anderem Fotografie in Verbindung mit Siebdruck und Zeichnung.

## Ausstellungen
- 1962, 1963, 1964, 1969, 1971: Landesschau Schleswig-Holsteinischer Künstler.
- 1980: Gedok-Berlin, Jahresausstellung, natura morta.[2]
- 1998: Ostholstein-Museum Eutin.[3]
- 2007: Begegnung Kunst und Landschaft, in der Hans-Kock-Stiftung[4] in Kiel.[5]
- 2007: Gut Seekamp.[6]
- 2012: Künstlermuseum Heikendorf.[7]
- In verschiedenen Galerien in der gesamten Bundesrepublik fanden zahlreiche Einzelausstellungen statt.

## Mitgliedschaften
- Bundesverband Bildender Künstlerinnen und Künstler – Berlin sowie Schleswig-Holstein
- Künstlergilde Esslingen

## Werke (Auswahl)
- Werke von Gertraude Nath-Krüger befinden sich im Museum of Modern Art in New York sowie im Landesmuseum für Kunst und Kulturgeschichte in Schleswig. Weitere Werke gibt es im Kultusministerium (heute: Ministerium für Bildung, Wissenschaft und Kultur des Landes Schleswig-Holstein) Kiel, dem Kulturamt Kiel, in der Ostdeutschen Galerie in Regensburg sowie im Neuen Berliner Kunstverein in Berlin.

Beispiele
- Kopf A (Radierung).[8]
- Der gestürzte Adler (Feder-Filzzeichnung).[9]

## Publikationen (Auswahl)
- Gesichter. Stadt Langenfeld, Langenfeld 1985.
- Werkverzeichnis 1966–1991. Kiel 1991.
- Herrenhäuser, Landschaften, Abstraktionen. Ostholstein-Museum, Eutin 1998.
- Begegnung Kunst und Landschaft. G. Nath-Krüger, Kiel 2008.